# 波子駅
波子駅（はしえき）は、島根県江津市波子町にある、西日本旅客鉄道（JR西日本）山陰本線の駅である。事務管コードは▲640761。

## 歴史
- 1921年（大正10年）9月1日：鉄道省山陰本線都野津駅 - 浜田駅間延伸時に開設[1]。客貨取扱開始[1]。
- 1973年（昭和48年）6月15日：貨物取扱廃止[1]。
- 1977年（昭和52年）6月20日：業務委託駅化[3]。
- 1984年（昭和59年）2月1日：荷物扱い廃止[1]。
- 1985年（昭和60年）3月14日：無人駅化[4]。
- 1987年（昭和62年）4月1日：国鉄分割民営化に伴い、JR西日本の駅となる[1]。同時に有人駅化[5]
- 1990年（平成2年）3月10日：再度無人駅化[5][6]。
- 2000年（平成12年）4月：しまね海洋館アクアス開業に伴い、簡易委託駅化。同時に特急停車駅となる[7][8]。
- 2022年（令和4年）3月31日：簡易委託解除[9]、終日無人駅化[10]。

## 駅構造
島式ホーム1面2線を有する列車交換可能な地上駅。海側益田寄りに木造駅舎があり、ホームへは構内踏切で連絡している。
浜田鉄道部管理の無人駅。2000年（平成12年）のしまね海洋館アクアス開業に伴って改装し、特急や快速停車駅となった。窓口は駅舎を抜けて構内踏切へ通じる通路に入る手前にあり、簡易委託駅時代は車掌が常備しているタイプの携帯型車内券発行機で乗車券類を発売、またアクアス入場券を購入することも出来た。
2024年（令和6年）、駅舎内に地ビールメーカー石見麦酒の醸造所を移転する。

### のりば
| のりば | 路線     | 方向 | 行先             |
| ------ | -------- | ---- | ---------------- |
| 1      | 山陰本線 | 上り | 江津・大田市方面 |
| 2      | 山陰本線 | 下り | 浜田・益田方面   |

※2017年3月時点で駅掲示時刻表にのりば番号が表記されており、列車運転指令上の番線番号同様に駅舎側（上り）を1番のりばとしている。

## 利用状況
2022年度1日平均乗車人員は21人である。2004年度は36人、1994年度は56人、1984年度は154人であった。
近年の1日平均乗車人員の推移は以下の通り。
| 乗車人員推移 | 乗車人員推移 |
| 年度         | 1日平均人数  |
| ------------ | ------------ |
| 1999         | 40           |
| 2000         | 84           |
| 2001         | 56           |
| 2002         | 47           |
| 2003         | 40           |
| 2004         | 36           |
| 2005         | 29           |
| 2006         | 38           |
| 2007         | 34           |
| 2008         | 40           |
| 2009         | 30           |
| 2010         | 33           |
| 2011         | 26           |
| 2012         | 30           |
| 2013         | 27           |
| 2014         | 27           |
| 2015         | 27           |
| 2016         | 26           |
| 2017         | 29           |
| 2018         | 33           |
| 2019         | 30           |
| 2020         | 22           |
| 2021         | 24           |
| 2022         | 21           |

## 駅周辺
- 島根県立しまね海洋館 アクアス
- 波子郵便局
- 島根県立石見海浜公園
- 波子海水浴場
- 国道9号
- 島根県道206号波子停車場線

## その他
- 昭和50年代後半に2・3回広島駅(または三次駅) - 当駅間に芸備線・三江線・山陰本線経由で「波子ビーチ」号という臨時快速列車が運転された。広島運転区キハ58系2両を使用していた。

## 隣の駅
※特急「スーパーおき」・「スーパーまつかぜ」（一部停車）の隣の停車駅は各列車記事を参照のこと。
西日本旅客鉄道（JR西日本）
 山陰本線
敬川駅 - 波子駅 - 久代駅

#### 統計資料
1. ↑  “島根県統計書”. しまね統計情報データベース.   島根県政策企画局. 2025年2月4日閲覧。